# Fester's Quest
Fester's Quest is een spel voor de Nintendo Entertainment System gebaseerd op de The Addams Family. Het spel werd ontwikkeld en uitgebracht door Sunsoftin 1989.
Daar NES in 1989 nog vooral op kinderen was gericht, werd het spel ook voornamelijk door kinderen gekocht. De meeste kinderen waren echter niet op de hoogte van het bestaan van de Addams Family-televisieserie en -strips. Dit veranderde toen in 1991 de film The Addams Family uitkwam.

## Spel
In het spel neemt de speler de rol aan van Fester Addams. Hij moet de familie redden van een buitenaardse bedreiging.
Aanvankelijk is Fester enkel gewapend met een zwak geweer, maar later vindt hij verschillende power-ups. Tijdens zijn tocht komt Fester andere bekende personages van de familie tegen zoals Thing, Wednesday Addams, en Pugsley Addams. Allemaal helpen ze Fester door hem extra wapens te geven.
Het spel heeft niet de mogelijkheid om te worden opgeslagen. Derhalve moet een speler als Fester een leven verliest het spel weer van voor af aan beginnen.

## Levels
Het spel bestaat uit drie levels:
- Outside street: speelt zich af in de stad.
- Underground sewers: speelt zich af in de riolen.
- UFO Platform: het hoofdkwartier van de aliens, waar Fester de CPU van het buitenaardse schip moet vernielen.

Fester kan bepaalde gebouwen binnengaan. Als hij dit doet veranderd het spel in en 3D-mode gelijk aan een dungeon crawl. In de meeste gebouwen moet Fester een eindbaas bevechten, die nadat hij verslagen is Fester een puzzelstukje geeft.

## Voorwerpen
Gedurende zijn zoektocht kan Fester verschillende voorwerpen verzamelen. De meeste krijgt hij van familieleden.
- Geweer: Festers primaire wapen dat hij al vanaf het begin heeft. Hij kan dit geweer versterken tot maximaal niveau 8. Naarmate het geweer sterker wordt vuurt het andere kogels af.
- Zweep: Festers tweede wapen die hij kan krijgen van Morticia na het verslaan van de eerste eindbaas. De zweep kan worden versterkt tot niveau 4. zodra Fester de zweep heeft wordt wel lastiger om het geweer sterker te maken. Een aantal eindbazen kunnen enkel met de zweep worden verslagen.
- T.N.T.: Pugsley geeft dit aan Fester. De T.N.T. ontploft enkele seconden nadat Fester hem laat vallen.
- Onzichtbaarheidsdrankje: Thing geeft dit aan Fester. Als Fester dit drankje drinkt, kunnen vijanden hem tijdelijk niet aanvallen.
- Vice Grip: Wednesday geeft dit aan Fester. Als Fester wordt verlamd door een vijand, zal de Vice Grip hem meteen genezen.
- Drankje: Things eerste voorwerp voor Fester. Geneest Festers gezondheid.
- Raket: Things derde voorwerp voor Fester. Kan eenmaal op een vijand worden afgevuurd.
- Strop: gegeven door Oma. Met de strop kan Fester een gong luiden waarna Lurch verschijnt, zijn bekende tekst "You rang?" zegt, en vervolgens alle aanwezige vijanden verslaat.
- Geld: wordt vaak achtergelaten door verslagen vijanden. Kan worden gebruikt om hotdogs te kopen die Festers gezondheid herstellen.
- Gloeilamp: kan duistere plekken verlichten.
- Sleutel: om gesloten deuren te openen.
- Levensmeter: een zeer zeldzaam voorwerp. Als Fester er een vindt, wordt zijn gezondheidsmeter vergroot.

## Vijanden
- Globule: een kleine vijand die op de grond zit.
- Hopper: vreemde kikkers in de kleuren blauw, rood, groen en roze. De groene en roze zijn sterker dan de rode en blauwe.
- Skeeter: zwevende hoofden die Fester kunnen verlammen.
- Rat: gewoon een rioolrat.
- Slime Replicator: een groen slijmwezen dat zich opsplitst als hij wordt beschoten.
- Slime Snail: een slak die als hij verslagen is, verandert in een Slime Replicator.
- Bugg: insecten die wegspringen als Fester ze probeert neer te schieten.
- Arachnid: een grote spin.
- Big Mouth: een roze mondachtige slak die door muren kan graven.
- Eye Pod: een cycloop.
- Mr. I: oogballen die Fester najagen.
- Grabber: een groot groen monster met lange armen.
- Alien Pod: aliens die rondlopen en zich opensplijten om giftige ballen af te vuren.

## Trivia
- De Hoopers zijn miniversies van de kikker eindbaas uit Blaster Master, een ander Sunsoft spel.
- Veel van het geluid in dit spel komt ook uit Blaster Master.